# Chinolinat-Phosphoribosyltransferase
Bei Chinolinat-Phosphoribosyltransferase (QPRT) handelt es sich um das Enzym, das die Übertragung eines Ribose-Moleküls auf Chinolinsäure katalysiert. Diese Reaktion ist ein Teilschritt bei der Biosynthese von NAD+, einem wichtigen Coenzym. QPRT kommt in Bakterien, Tieren und manchen Pilzen vor. Beim Menschen ist sie hauptsächlich in Leber, Nieren, Herz und Nebennieren lokalisiert und in manchen Tumorzelllinien stark erhöht.

## Katalysierte Reaktion
+  {\displaystyle \longrightarrow } 

{\displaystyle \longrightarrow }   + PPi + CO2
α-D-5-Phosphoribosyl-1-pyrophosphat (PPRP) wird auf Chinolinat unter Abspaltung von Kohlenstoffdioxid übertragen, und es entsteht Nicotinat-D-ribonukleotid und Diphosphat. Die Reaktion findet bei Ratten hauptsächlich in der Leber statt.